# 4217 Engelhardt
4217 Engelhardt је астероид главног астероидног појаса са пречником од приближно 9,2 .
Афел астероида је на удаљености од 2,806 астрономских јединица (АЈ) од Сунца, а перихел на 1,822 АЈ.
Ексцентрицитет орбите износи 0,212, инклинација (нагиб) орбите у односу на раван еклиптике 23,151 степени, а орбитални период износи 1285,861 дана (3,520 године).
Апсолутна магнитуда астероида је 12,3 а геометријски албедо 0,210.
Астероид је откривен 24. јануара 1988. године.